# Gheorghe Rășinaru
Gheorghe Rășinaru (Szászsebes, 10 febbraio 1915 – 8 gennaio 1994) è stato un calciatore rumeno, di ruolo centrocampista.

## Palmarès

### Club

#### Competizioni nazionali
- Coppa di Romania: 6

Rapid Bucarest: 1936-1937, 1937-1938, 1938-1939, 1939-1940, 1940-1941, 1941-1942